# Caren Miosga
Caren Miosga, née le 11 avril 1969 à Peine, est une présentatrice de télévision et journaliste allemande. Le 16 juillet 2007, elle succède à Anne Will en tant que présentatrice des Tagesthemen.

## Biographie
Caren Miosg a grandi à Ilsede et fréquente le lycée local. Après avoir étudié l' histoire et la slavistique à Hambourg, elle travaille pour les stations Radio Schleswig-Holstein, Radio Hamburg, N-Joy et la chaîne de télévision RTL Nord. Pendant ses études, elle travaille comme guide touristique à Saint-Pétersbourg et à Moscou et fait des reportages pour les radios depuis la Russie . 
En 1999, elle travaille à la NDR Fernsehen  où elle anime le Kulturjournal et de 2003 jusqu'au début de son congé parental en 2005 le magazine médiatique Zapp . 
À partir de mai 2006, elle anime le magazine culturel  ttt (titel, thesen, tempéramente) pour le groupe ARD. L'année suivante, elle devient la nouvelle présentatrice du Tagesthemen sur la première chaine allemande Das Erste. Elle anime ce programme en alternance avec Ingo Zamperoni . 
En 2014, dans l'émission Tagesthemen, Miosga interviewe le Premier ministre français Manuel Valls à l’occasion de sa première visite officielle en Allemagne. 
En 2017, avec Marietta Slomka et Peter Kloeppel  elle reçoit le Goldene Kamera dans la catégorie Best Information pour les trois programmes Tagesthemen, heute journal et RTL News.
En 2018, elle réalise conjointement, avec Max Hofmann, correspondant de Deutsche Welle, une interview télévisée en Français du président de la république française Emmanuel Macron. 
En 2021, elle obtient, au Grimme Preis, le prix d'honneur de la Deutschen Volkshochschul-Verbandes  (Association allemande des universités populaires).
Miosga est mariée au pathologiste Tobias Grob depuis 2007, le couple  a deux filles,.